# Billboard Music Award
De Billboard Music Awards (BMA's) werden tot 2007 jaarlijks gehouden in december. In 2011 keerde het in mei van dat jaar terug. Het is een van de vier grote muziekprijzen-shows in de Verenigde Staten. De andere drie shows zijn de American Music Awards, de Grammy Awards en de Rock and Roll Hall of Fame Induction Ceremony.
De Billboard Music Awards worden elk jaar sinds 1990 gehouden. Net als de American Music Awards worden de prijzen uitgereikt op basis van de populariteit in het tijdschrift Billboard.
Sinds het begin worden de prijzen uitgezonden op het FOX-netwerk.

## Billboard Century Award
Sinds 1992 wordt ook een oeuvreprijs, de Billboard Century Award, uitgereikt. Winnaars:
- 1992 - George Harrison
- 1993 - Buddy Guy
- 1994 - Billy Joel
- 1995 - Joni Mitchell
- 1996 - Carlos Santana
- 1997 - Chet Atkins
- 1998 - James Taylor
- 1999 - Emmylou Harris
- 2000 - Randy Newman
- 2001 - John Mellencamp
- 2002 - Annie Lennox
- 2003 - Sting
- 2004 - Stevie Wonder
- 2005 - Tom Petty
- 2006 - Tony Bennett

## Billboard Icon Award
De Billboard Icon Award werd in het leven geroepen tijdens de Billboard Music Awards 2011 om zangers en hun bijdrages te erkennen. De ontvanger van de award treedt ook op tijdens de ceremonie. In 2021 werd de Icon Award opgenomen in de Billboard Latin Music Awards.
- 2011: Neil Diamond
- 2012: Stevie Wonder
- 2013: Prince
- 2014: Jennifer Lopez
- 2016: Céline Dion
- 2017: Cher
- 2018: Janet Jackson
- 2019: Mariah Carey
- 2020: Garth Brooks
- 2021: P!nk
- 2022: Mary J. Blige